# Michele Giordano
Michele Giordano (Sant'Arcangelo, 26 settembre 1930 – Napoli, 2 dicembre 2010) è stato un cardinale e arcivescovo cattolico italiano.

## Biografia
Dopo le scuole primarie e medie fece ingresso nel seminario regionale di Potenza per gli studi liceali e successivamente in quello di Salerno. Nel seminario interregionale di Posillipo conseguì poi la licenza in teologia.
Il 5 luglio 1953 fu ordinato sacerdote, per sei anni fu parroco a Scanzano Jonico.
Dopo sei anni, fu nominato nel 1959 direttore del Centro Catechistico e del Centro diocesano di studi sociali. Nel frattempo gli venne affidato l'incarico di assistente diocesano dell'Azione Cattolica.
Nel 1968 don Michele Giordano fu nominato vicario generale della diocesi, incarico che mantiene fino a quando, il 23 dicembre 1971 papa Paolo VI lo nominò alla sede titolare di Lari Castello e vescovo ausiliare di Matera oltre che amministratore apostolico di Irsina, Gravina e Altamura.
Ricevette la consacrazione episcopale il 5 febbraio 1972.
Il 12 giugno 1974 venne promosso arcivescovo di Matera. Tra le sue prime e importanti iniziative vi fu la riapertura del Seminario diocesano, chiuso da ben sessant'anni. Dopo aver promosso numerosi convegni di studio, compì, negli anni dal 1978 al 1982, la visita pastorale alla sua arcidiocesi per verificare lo stato di attuazione delle direttive emanate dal Concilio Vaticano II. In diocesi fondò la Scuola superiore di Teologia per i laici e un centro per la pastorale familiare.
Il 9 maggio 1987 venne promosso arcivescovo metropolita di Napoli. Fece il suo ingresso nell'arcidiocesi partenopea il 27 giugno successivo. Per prima cosa visitò le carceri di Poggioreale, portando come affermò: la speranza in cella.
I ventiquattro vescovi e arcivescovi della Campania, il 27 settembre 1987 lo elessero presidente della loro Conferenza episcopale regionale.
Nel novembre del 1987 si recò negli Stati Uniti visitando la comunità italiana residente in America, incontrando con particolare commozione la comunità napoletana. L'occasione della visita fu l'esposizione del tesoro di san Gennaro allestita al Brooklyn Museum.
La domenica delle Palme del 1988 pubblicò la sua prima lettera pastorale dal titolo Sicut flumen pax tua che, oltre a essere il titolo del suo primo documento alla Chiesa di Napoli era anche il motto del suo stemma episcopale.
Creato e pubblicato cardinale di Santa Romana Chiesa da papa Giovanni Paolo II nel concistoro del 28 giugno 1988 con il titolo di San Gioacchino ai Prati di Castello, fu membro della Congregazione per il Clero e del Pontificio Consiglio della Pastorale per gli Operatori Sanitari. Fino alla creazione del cardinale Camillo Ruini è stato il porporato italiano più giovane.
Durante i diciannove anni di episcopato a Napoli si preoccupò di dare applicazione al XXX sinodo diocesano celebrato dal predecessore, il cardinale Corrado Ursi. Ebbe come vescovi ausiliari e principali collaboratori prima monsignor Ciriaco Scanzillo e monsignor Agostino Vallini (poi cardinale e dal 27 giugno 2008 vicario generale di Sua Santità per la diocesi di Roma), poi monsignor Vincenzo Pelvi (dal 14 ottobre 2006 arcivescovo ordinario militare per l'Italia e poi arcivescovo di Foggia-Bovino) e monsignor Filippo Iannone (dal 19 giugno 2009 vescovo di Sora-Aquino-Pontecorvo e poi vicegerente di Roma).
Il 26 settembre 2005 presentò le dimissioni dal governo dell'arcidiocesi di Napoli per raggiunti limiti di età; accettate da papa Benedetto XVI, venne nominato amministratore apostolico dell'arcidiocesi fino alla nomina, il 20 maggio 2006, del cardinale Crescenzio Sepe, già Prefetto della Congregazione per l'Evangelizzazione dei Popoli.
Dopo il ritiro dal governo dell'arcidiocesi rimase a vivere a Napoli presso la basilica dell'Incoronata Madre del Buon Consiglio a Capodimonte assistito dal suo segretario particolare monsignor Salvatore Ardesini e dalle Suore Francescane dei Sacri Cuori.
Il 26 settembre 2010, al compimento degli ottanta anni di età, perde la possibilità di entrare in un futuro conclave.
Ricoverato per una settimana all'ospedale Monaldi di Napoli a seguito di un malore improvviso, morì nella tarda serata del 2 dicembre 2010 all'età di 80 anni. Il funerale è stato celebrato dal suo successore, cardinale Crescenzio Sepe, nel pomeriggio del 4 dicembre nella basilica dell'Incoronata Madre del Buon Consiglio a Napoli e, nella stessa basilica, sepolto nella cappella dove riposa il suo predecessore cardinale Corrado Ursi.
Nel 2012 gli è stato intitolato un premio letterario e nel 2014 gli è stata intitolata una piazza nel suo paese natale, Sant'Arcangelo.

## Procedimenti giudiziari
- Giordano è stato coinvolto in alcuni processi. Nel 1998 è stato oggetto insieme al fratello di un'inchiesta della magistratura per reati connessi all'usura[3], ma, dopo aver respinto con forza le accuse, ne è stato assolto con formula piena nel 2000[4].
- Nel processo di primo grado, il 21 maggio 2002 Giordano viene condannato, con sospensione della pena, dal tribunale di Napoli a quattro mesi di carcere e settemila euro di ammenda per abuso edilizio[5]; da questa condanna è stato poi assolto in via definitiva il 28 aprile 2005.

## Genealogia episcopale e successione apostolica
La genealogia episcopale è:
- Cardinale Scipione Rebiba
- Cardinale Giulio Antonio Santori
- Cardinale Girolamo Bernerio, O.P.
- Arcivescovo Galeazzo Sanvitale
- Cardinale Ludovico Ludovisi
- Cardinale Luigi Caetani
- Cardinale Ulderico Carpegna
- Cardinale Paluzzo Paluzzi Altieri degli Albertoni
- Papa Benedetto XIII
- Papa Benedetto XIV
- Cardinale Enrico Enriquez
- Arcivescovo Manuel Quintano Bonifaz
- Cardinale Buenaventura Córdoba Espinosa de la Cerda
- Cardinale Giuseppe Maria Doria Pamphilj
- Papa Pio VIII
- Papa Pio IX
- Cardinale Alessandro Franchi
- Cardinale Giovanni Simeoni
- Cardinale Vincenzo Vannutelli
- Cardinale Giovanni Battista Nasalli Rocca di Corneliano
- Cardinale Marcello Mimmi
- Arcivescovo Giacomo Palombella
- Cardinale Michele Giordano

La successione apostolica è:
- Arcivescovo Michele Scandiffio (1988)
- Vescovo Giuseppe Rocco Favale (1989)
- Vescovo Ciriaco Scanzillo (1989)
- Cardinale Agostino Vallini (1989)
- Vescovo Francesco Tommasiello (1989)
- Vescovo Nicola Comparone (1990)
- Vescovo Umberto Tramma (1990)
- Arcivescovo Armando Dini (1990)
- Arcivescovo Francesco Saverio Toppi, O.F.M.Cap. (1990)
- Arcivescovo Beniamino Depalma, C.M. (1991)
- Arcivescovo Agostino Superbo (1991)
- Vescovo Eduardo Davino (1993)
- Arcivescovo Francesco Pio Tamburrino, O.S.B. (1998)
- Vescovo Michele De Rosa (1998)
- Vescovo Salvatore Giovanni Rinaldi (2000)
- Arcivescovo Vincenzo Pelvi (2000)
- Vescovo Angelo Spinillo (2000)
- Arcivescovo Orazio Soricelli (2000)
- Arcivescovo Filippo Iannone, O.Carm. (2001)

## Premi e riconoscimenti
Nel 1988 gli è stato conferito dall'Amministrazione comunale di Pomarico (MT), il premio LucaniaOro per l'apostolato.